# Granuloppia stigmata
Granuloppia stigmata är en kvalsterart som först beskrevs av Hammer 1979.  Granuloppia stigmata ingår i släktet Granuloppia och familjen Granuloppiidae. Inga underarter finns listade i Catalogue of Life.